# Adolf Nicolai
Adolf Nicolai (* 26. März 1805 in Radeberg; † 21. Januar 1872 in Dresden) war ein deutscher Unternehmer und Kirchenlieddichter.

## Leben
Nicolai war Sohn eines Predigers. Als sein Vater 1808 Diakon an der Kreuzkirche wurde, siedelte die Familie nach Dresden über. 1816 wurde sein Vater als Konsistorialrat und Diakon an die Kirche St. Nicolai nach Berlin berufen. Ab diesem Zeitpunkt bis etwa 1820 besuchte Nicolai das Gymnasium zum Grauen Kloster. Allerdings zeigte sich, dass er kein Studium aufnehmen würde. Daher wurde er als Kaufmann ausgebildet. 1830 gründete er in Berlin sein eigenes Tapisseriegeschäft, das großen Erfolg hatte.
Nicolai konnte 1838 sein Geschäft schließen und sich bei Grimma auf einem Landgut zur Ruhe setzen. Allerdings musste er starke finanzielle Einbußen hinnehmen, weshalb er 1845 in Stahmeln bei Leipzig eine große Ziegelei gründete. Im Kontext der Revolutionen 1848/1849 gerieten er und seine Familie in große finanzielle Schwierigkeiten. Nach den Revolutionsjahren erholte sich sein Geschäft und er konnte 1865 die Ziegelei verkaufen. Er ließ sich zunächst in Leipzig als Privatier nieder und lebte ab 1868 in Dresden. Dort starb er an den Pocken, die von den Kriegsheimkehrern aus Frankreich nach Dresden gebracht wurden.
Nicolai dichtete in seinen schweren Jahren eine Vielzahl von geistlichen Liedern. 76 Lieder wurden 1855 gesammelt veröffentlicht.

## Werk
- Lebensklänge aus Gottes Wort, Schultze, Berlin 1855.